# Acleistorhinus pteroticus
Acleistorhinus pteroticus è un rettile estinto, vissuto nel Permiano inferiore (circa 270 milioni di anni fa). I suoi resti sono stati ritrovati in Oklahoma (USA).

## Descrizione
Questo animale doveva avere l'aspetto di una grossa lucertola dal corpo e dal cranio tozzi.  Il cranio, in particolare, possedeva una serie di caratteristiche uniche: al contrario degli altri anapsidi, ad esempio, era presente una finestra temporale inferiore, analoga a quella presente nei sinapsidi (gli antenati dei mammiferi). Questa caratteristica, però, era frutto di convergenza evolutiva e l'acleistorino non era imparentato con i sinapsidi. Inoltre, questo animale possedeva un'articolazione mandibolare collocata anteriormente all'occipite (ovvero la parte posteriore del cranio che articola la testa al collo). In gran parte degli altri amnioti, questa articolazione era posta nella zona dell'occipite.  A causa di questa caratteristica, l'acleistorino era dotato di una mandibola molto corta, e probabilmente il suo morso era notevolmente poderoso. A cosa servisse un morso tanto poderoso, però, non è del tutto chiaro, date le esigue dimensioni dell'animale.

## Classificazione
L'acleistorino condivide numerose caratteristiche craniche con la famiglia dei lantanosuchidi, un gruppo poco conosciuto di primitivi amnioti del Permiano superiore. Tra queste caratteristiche, da ricordare la riduzione dell'osso postparietale e una lunga articolazione basicranica. Le varie caratteristiche primitive dell'acleistorino lo denotano come il più antico appartenente al gruppo degli anapsidi. Un suo stretto parente è l'enigmatico Colobomycter.